# Teresa Armato
Teresa Armato (Catania, 20 dicembre 1955) è una politica e giornalista italiana.

## Biografia
Nata il 20 dicembre 1955 a Catania, ma residente a Napoli, diplomata in maturità classica, è stata giornalista a partire dai 18 anni. Ha lavorato come corrispondente dal 1980 al 1982 del settimanale Europeo e dall'82 al 1985 corrispondente al Il Tirreno, Il Mattino di Padova e dell'Unione Sarda, oltre che al Mattino, di cui è stata caporedattrice fino al 1987, quando ha intrapreso la carriera politica.

### Attività politica
Appartenente, come componente della direzione nazionale, dapprima alla Democrazia Cristiana, vicina a Ciriaco De Mita, al Partito Popolare Italiano e La Margherita di Francesco Rutelli, dal 2007 viene eletta nelle liste del Partito Democratico ed è stata assessore della Regione Campania durante la presidenza di Antonio Bassolino.
Ha ricoperto i seguenti incarichi istituzionali: dal 1992 Assessore regionale al Bilancio e dal 1993 al 1995 ai Trasporti; dal 1995 al 2000 Vicepresidente della Provincia di Napoli sotto Amato Lamberti; dal 2000 al 2002 Assessore Regionale alla Sanità; fino al 2005 al Turismo; all’Università e Ricerca Scientifica fino al 2007.

#### Elezione a senatrice
Alle elezioni politiche del 2008 viene candidata al Senato della Repubblica, tra le liste del Partito Democratico nella circoscrizione Campania in ottava posizione, venendo eletta senatrice. Nella XVI legiislatura è stata componente della 10ª Commissione Industria, commercio, turismo e della Commissione parlamentare antimafia.
Alle elezioni politiche del 2013 viene ricandidata al Senato, per il PD nella medesima circoscrizione in settima posizione, risultando tuttavia la seconda dei non eletti.

#### Fuori dal parlamento
Dal 2014 al 2018 ricopre il ruolo di consigliera del Ministro della Difesa Roberta Pinotti nei governi Renzi e Gentiloni. In vista delle elezioni amministrative del 2016 a Napoli, viene proposta dalla Pinotti e Dario Franceschini come candidata unitaria del centro-sinistra a sindaco di Napoli, ma non trova il seguito del segretario del PD Matteo Renzi.
Alle elezioni politiche del 2018 viene candidata alla Camera dei deputati nel collegio uninominale Campania 1 - 11 (Torre del Greco), sostenuta dalla coalizione di centro-sinistra in quota PD, ottenendo il 14,63% dei voti e venendo sconfitta dal candidato del Movimento 5 Stelle Luigi Gallo (54,38%) e superata da quello del centro-destra, in quota Lega, Gianluca Cantalamessa (24,66%).
Il 16 dicembre 2019, con il decreto del Presidente del Consiglio dei Ministri, viene nominata componente del Consiglio di amministrazione dell’Inail, ufficialmente insediatosi il 28 aprile 2020, dove all’interno del CdA presiede la Commissione Ricerca. 
Con l'elezione di Gaetano Manfredi a sindaco di Napoli, il 22 ottobre 2021 viene nominata assessore al turismo e attività produttive nella sua giunta comunale a Napoli, dove propone uno stanziamento di 100 mila euro per realizzare una serie di servizi destinati all’accoglienza turistica in città, come parte di un'operazione denominata simbolicamente "Vedi Napoli e poi torni", con l'installazione dei primi 4 infopoint mobili collocati in punti strategici della città: la stazione centrale, l’aeroporto, piazza San Gaetano e del Plebiscito, che viene approvata.
Alle elezioni primarie del Partito Democratico del 2023 sostiene la mozione della deputata Elly Schlein, assieme ad "Area Dem" di Dario Franceschini, che risulterà vincente con il 53,75% dei voti.